# Noiștat, Sibiu
Noiștat,  mai demult Nouștat, (în dialectul săsesc Naerscht, în germană Neustadt, în trad. Orașul Nou, în maghiară Újváros) este un sat în comuna Iacobeni din județul Sibiu, Transilvania, România. Se află în partea de est a județului.
Biserica luterană fortificată din Noiștat a fost construită de sași la sfârșitul secolului 12. Între 1856 și 1858 au avut loc o serie de transformări ale bisericii.

## Imagini

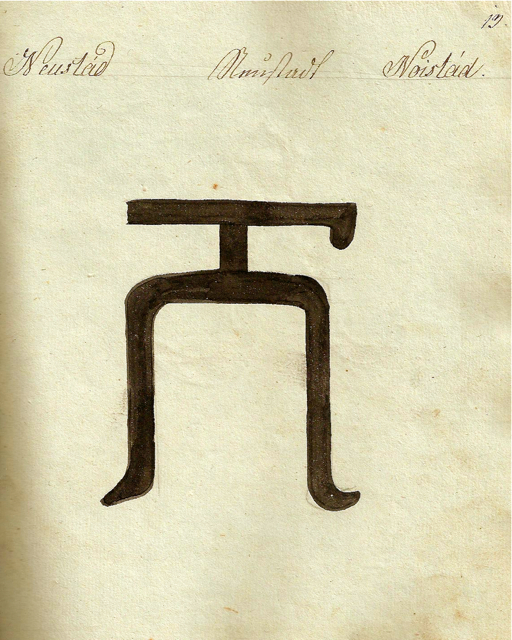
1826 - Danga pentru vite
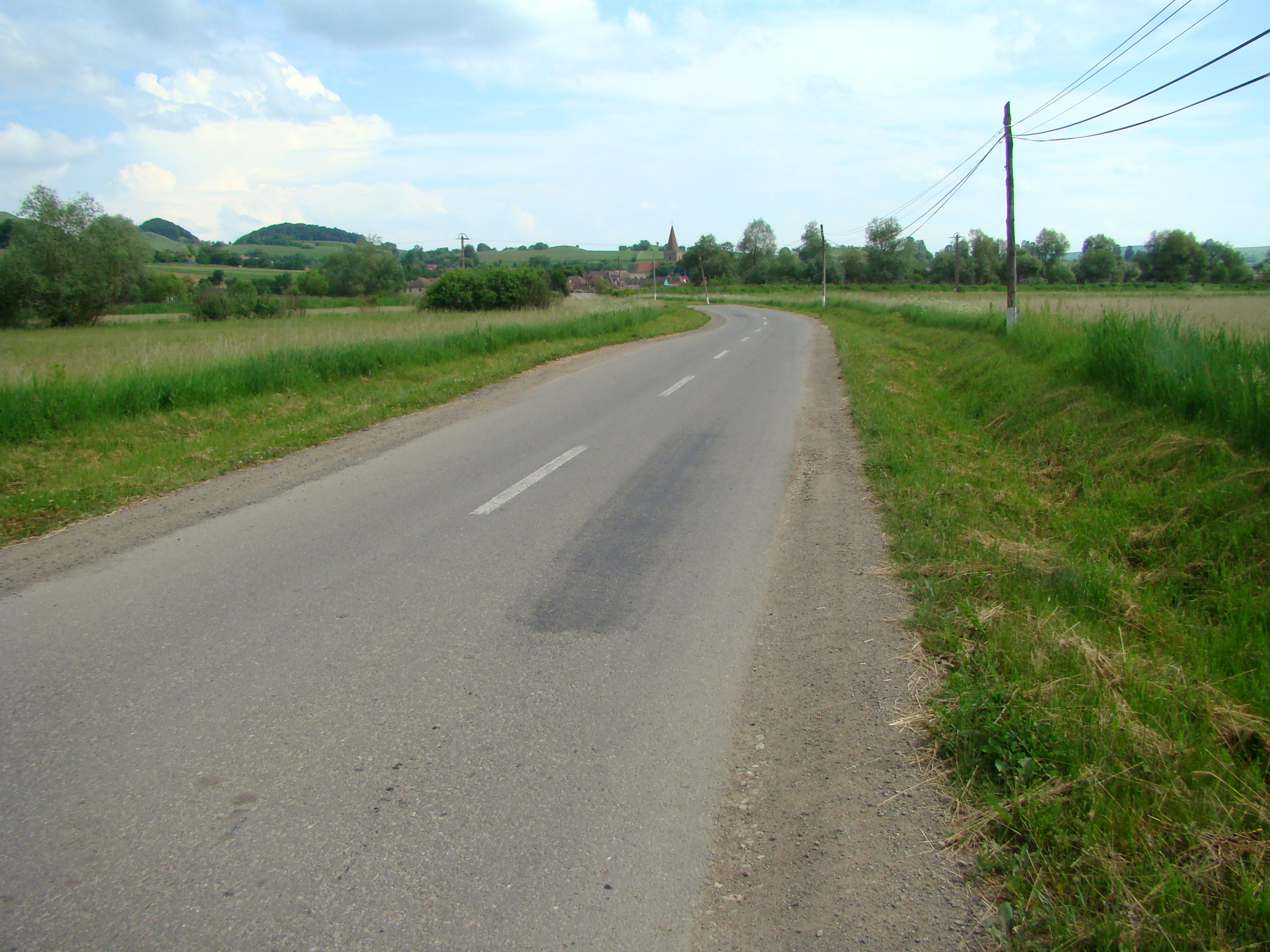
Drumul Netuș-Noiștat
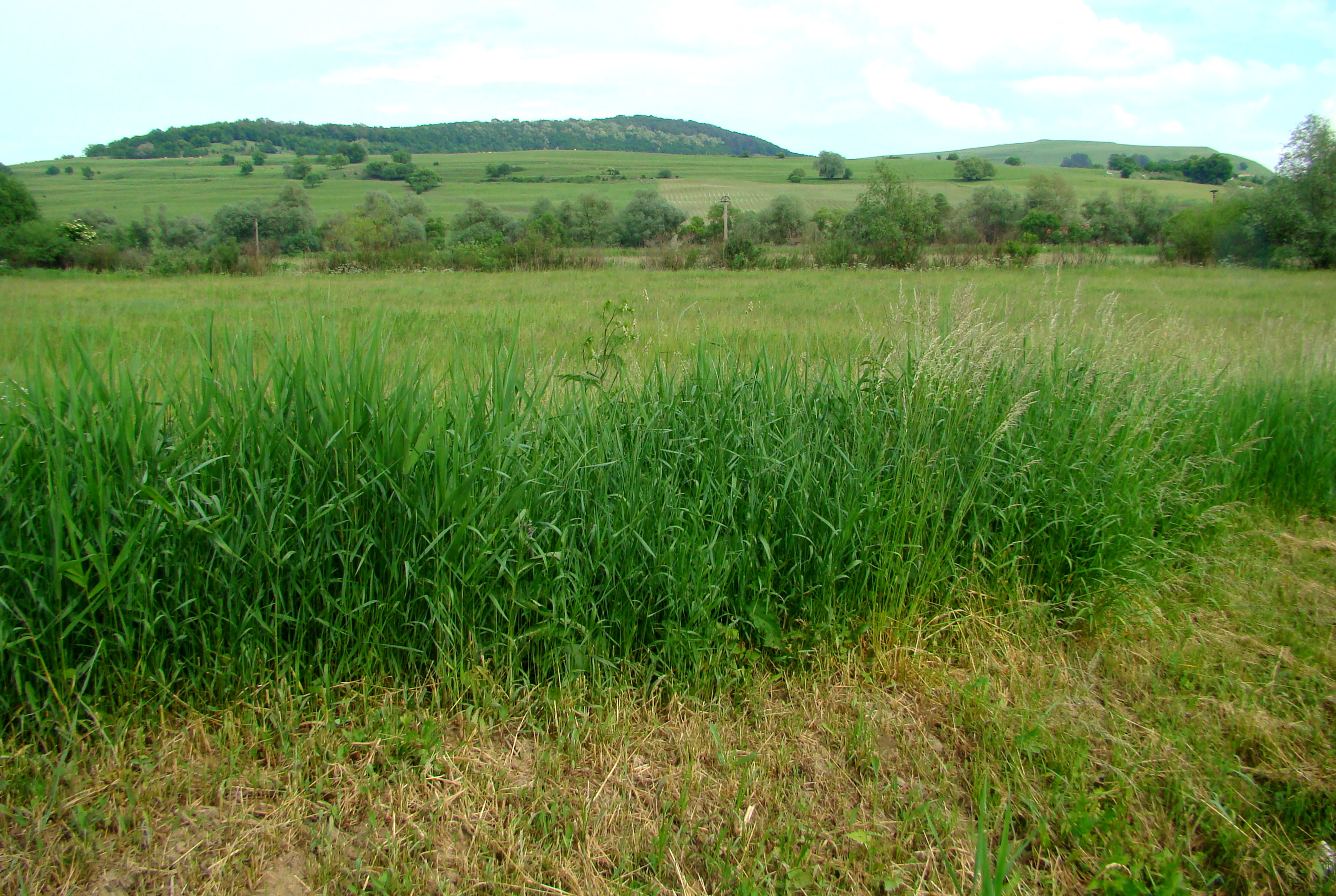
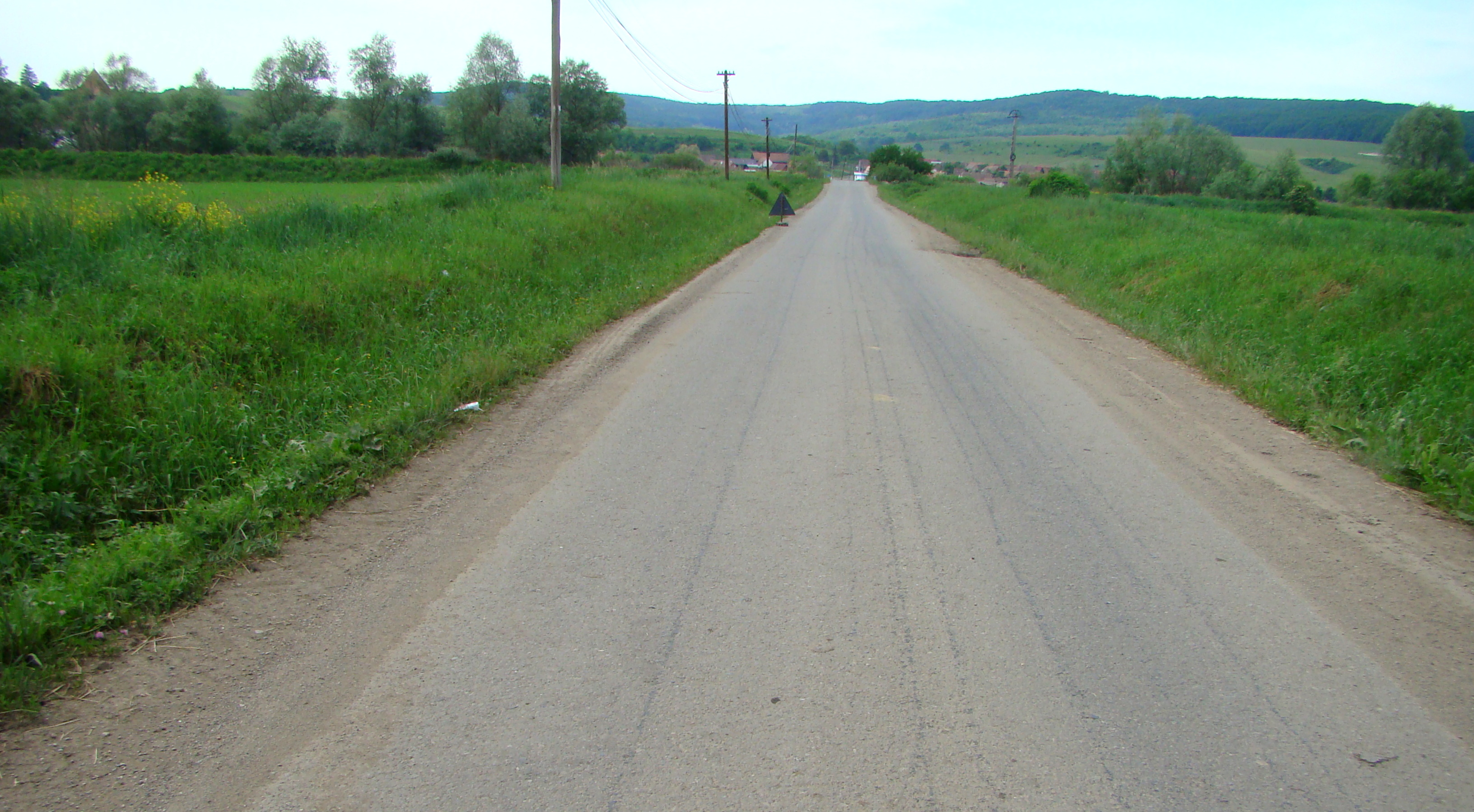
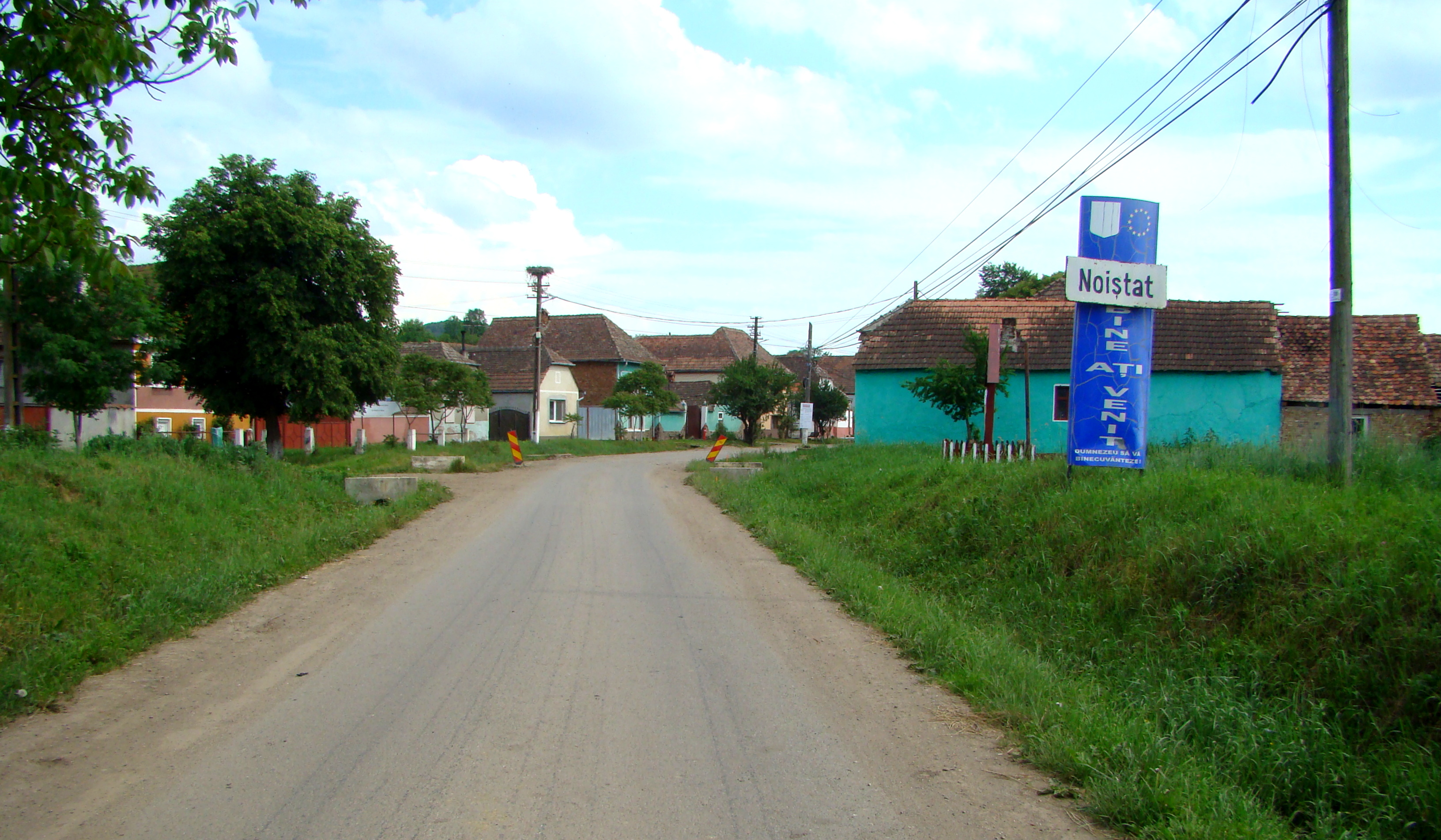
Intrarea în localitate
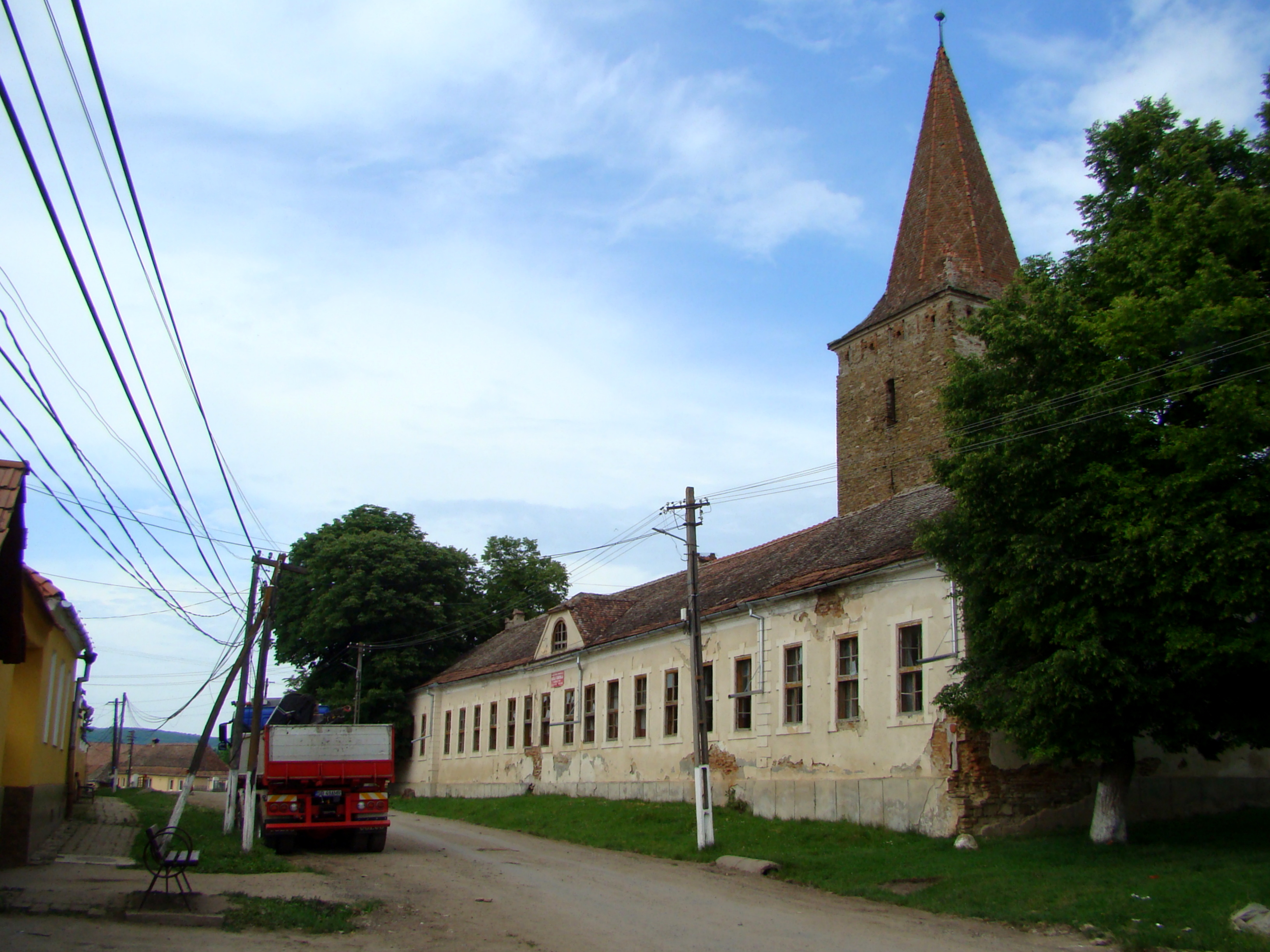
Școala
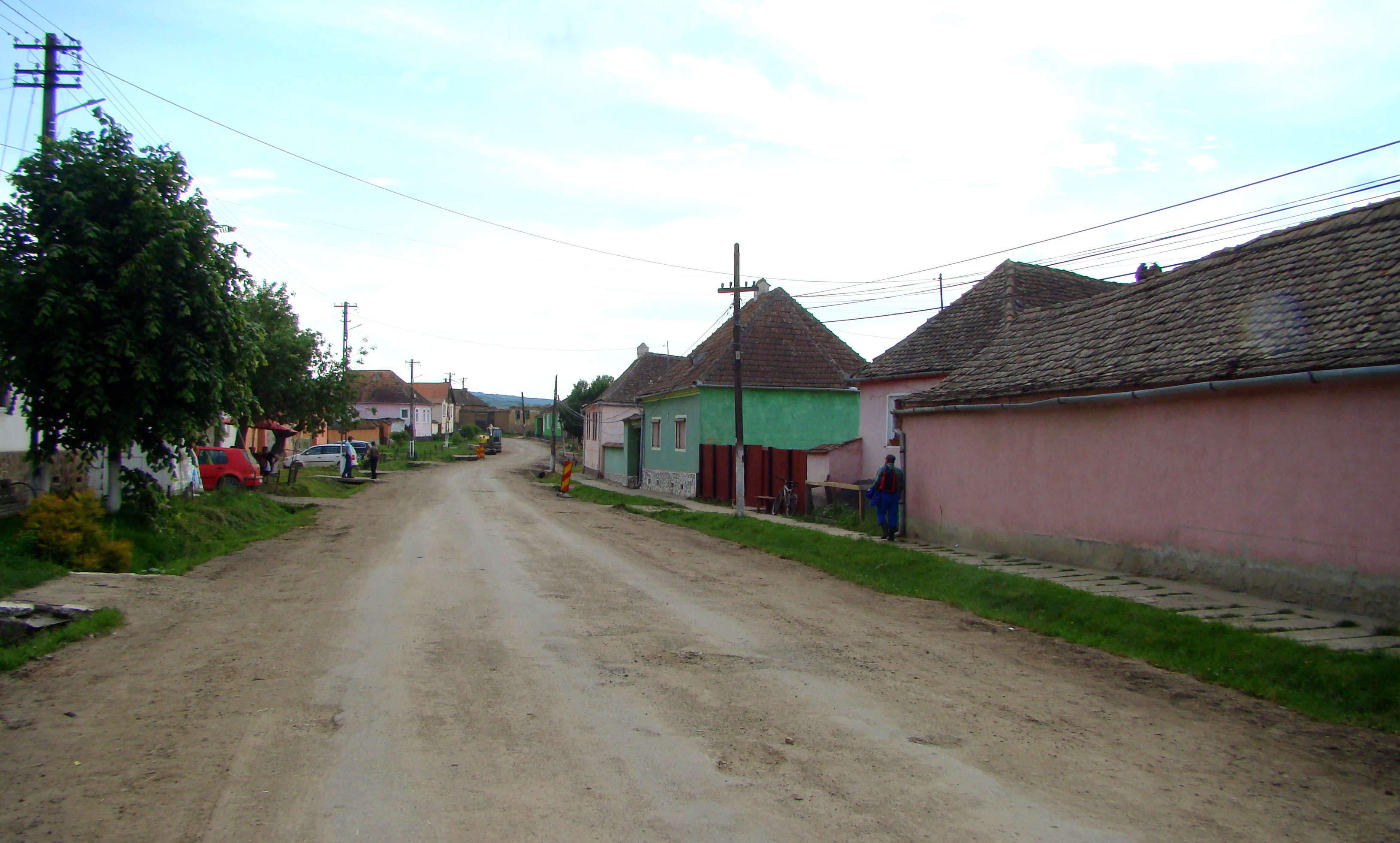
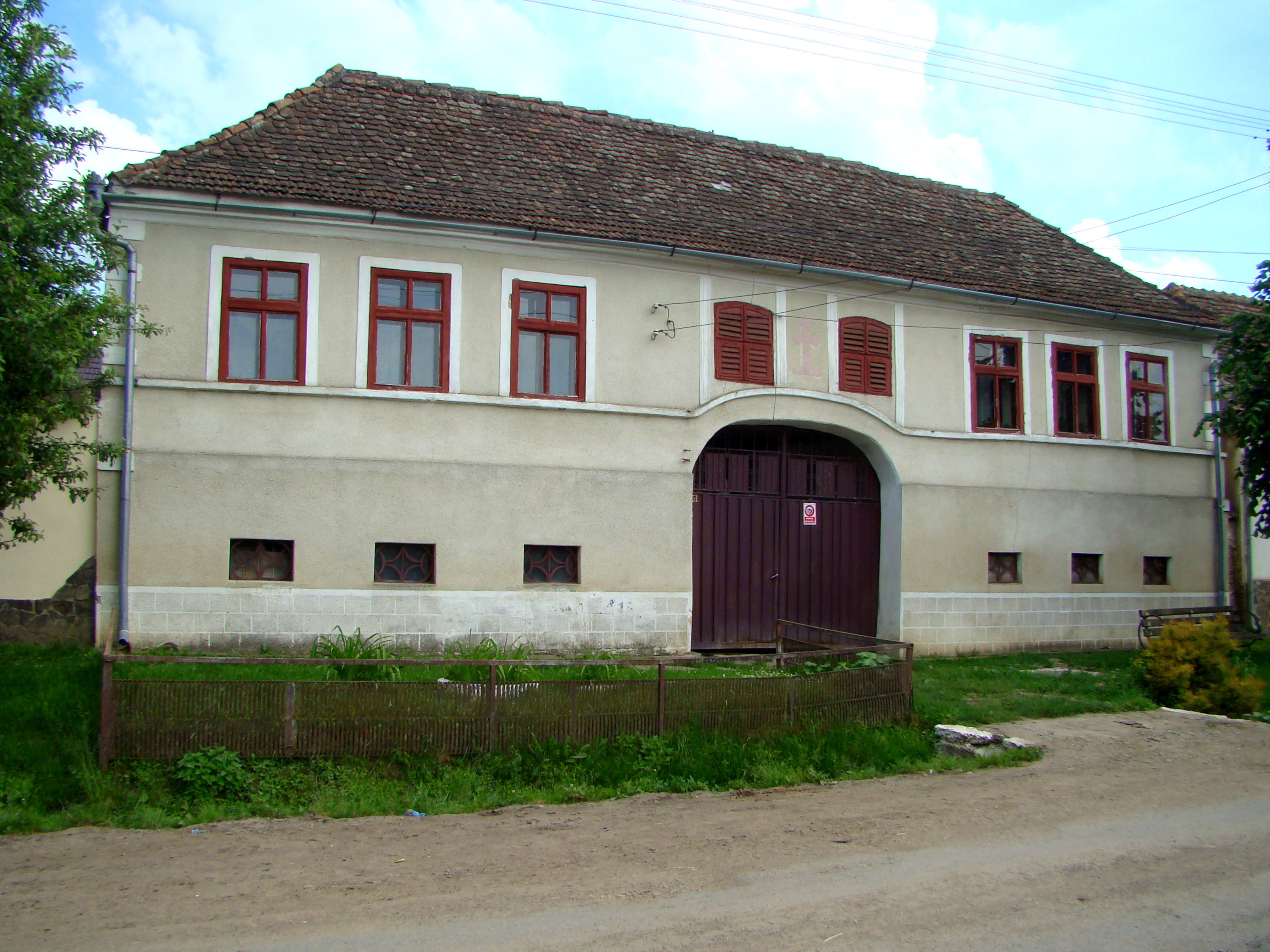
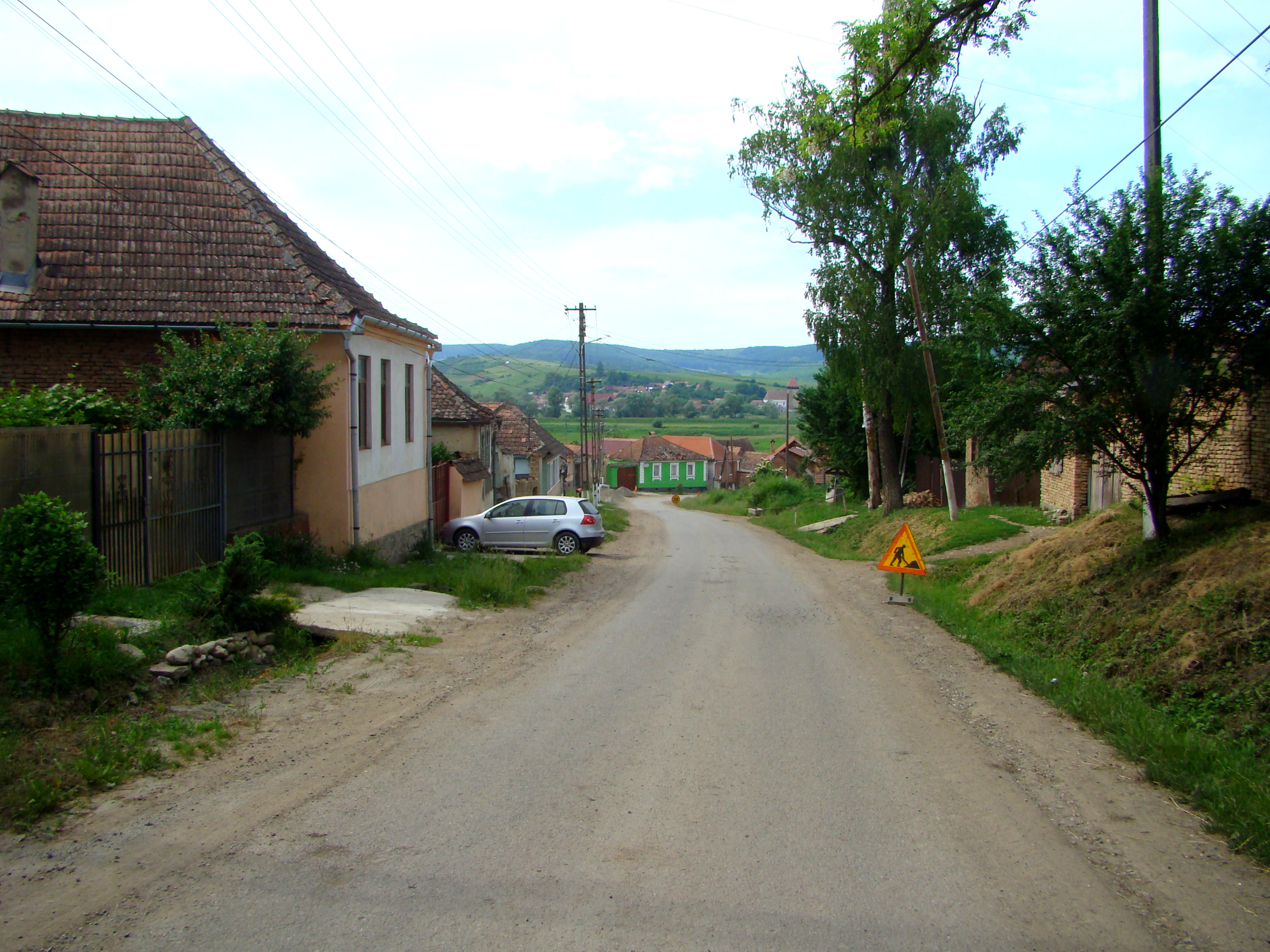
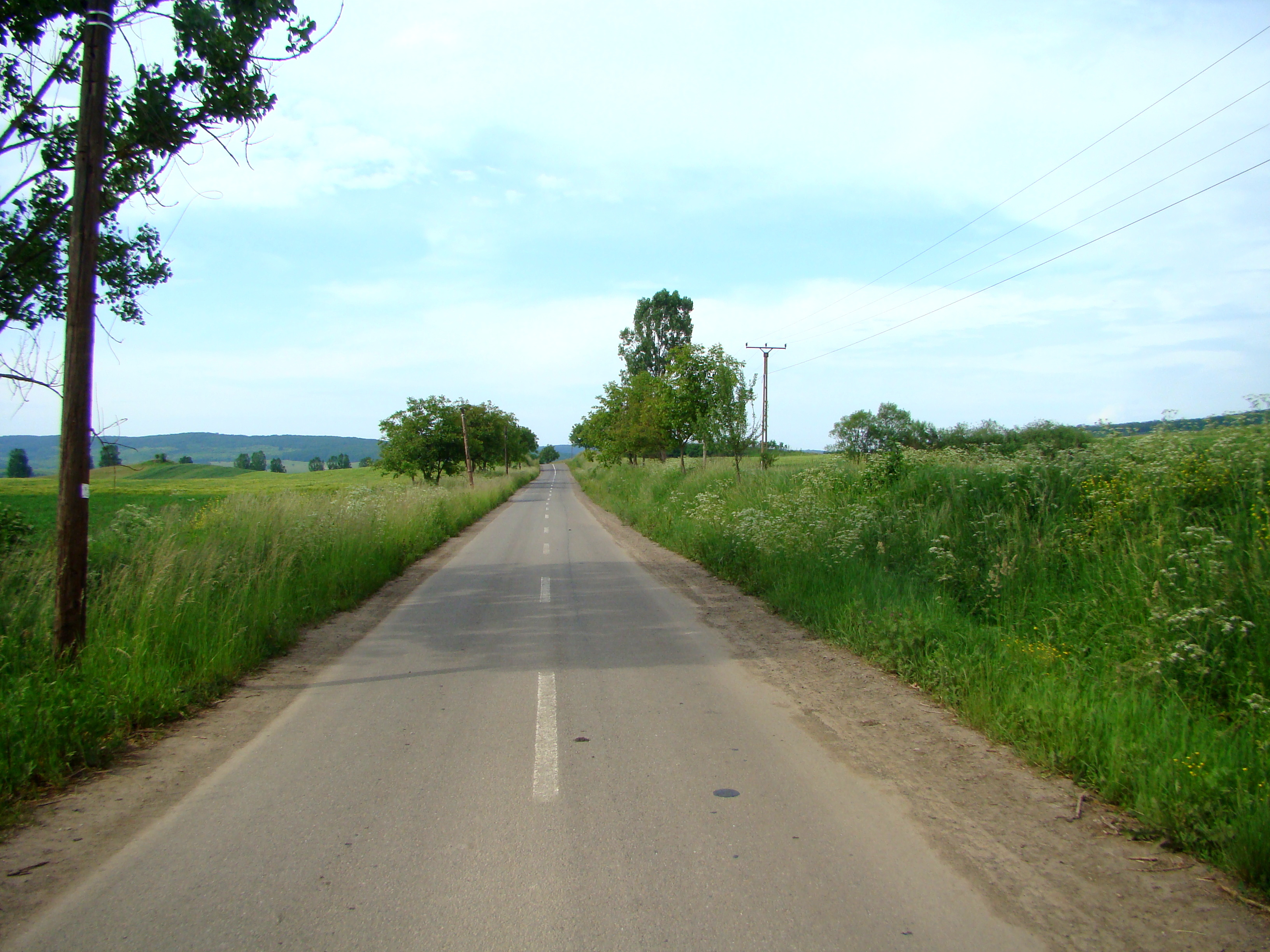
Drumul Noiștat-Movile